# Stevie Hunter
Stevie Hunter é uma personagem de quadrinhos da Marvel Comics. Sua primeira aparição foi em Uncanny X-Men #139 como a professora de dança de Kitty Pryde, que acabara de entrar na equipe. Stevie continua a fazer algumas aparições.

## Biografia
Stevie Hunter era uma dançarina profissional, mas uma lesão no joelho arruinou sua carreira e forçou-a a interromper suas apresentações. Com isso, ela começou a lecionar aulas de dança em um estúdio de Salem Center, sua aluna mais notável foi Kitty Pryde. Stevie se tornou rapidamente a melhor amiga para Kitty, e em ocasiões deu ciúmes à  Tempestade devido à atenção que uma dava à outra.
Certa vez, Stevie e Ororo assistiram a um espetáculo de balé no Metropolitan Opera House, mas Stevie foi capturada e levada como refém por Arcade , porém depois é resgatada. Após este incidente, Stevie descobriu a verdadeira identidade de Kitty e os outros X-Men , e se tornou uma aliada à par de seus segredos. Mais tarde, ela começou à dar aulas de educação física para os Novos Mutantes, que incluiu balé. Ela iria continuar estas aulas ao longo dos anos.
Stevie tentou ficar de fora dos confrontos entre os mutantes , mas envolveu-se em alguns , no entanto . Em um caso, ela e os Novos Mutantes estavam envolvidos em uma luta contra S'ym, que os ataca dentro da Mansão. A vida de Stevie foi salva apenas pela força mágica de Illyana Rasputin. Mesmo assim S'ym ofereceu para matar Hunter por saber demais.
Em uma de suas últimas aparições importantes, o Rei das Sombras tinha tomado a mente de  Piotr Rasputin, o irmão de Illyana. Com a ajuda de Stevie eles derrotaram a entidade sem machucar Peter.

## Poderes e Habilidades
Stevie não tem poderes, sendo assim somente uma aliada dos X-Men. É uma habilidosa dançarina/professora de balé, e uma atleta qualificada.